# Rosalinda Bueso
Rosalinda Bueso Asfura (sinh ngày 4 tháng 6 năm 1977) là một nhà ngoại giao Honduras, đại sứ của nước Cộng hòa Honduras đến Hoa Kỳ Mexico từ năm 2007 đến năm 2010.

## Tiểu sử
Rosalinda Bueso Asfura sinh ngày 4 tháng 6 năm 1977 tại Tegucigalpa. Cô học ngành quản trị kinh doanh về du lịch và tiếp thị và bán hàng tại Đại học Trung Mỹ (Universidad Tecnológica Centroamericana; UNITEC).
Vào tháng 2 năm 2006, cô vào chức vụ ngoại giao với tư cách là Điều phối viên của Lễ ngoại giao và Liên lạc với Thủ tướng Honduras, trong chính quyền của José Manuel Zelaya Rosales, một vị trí mà cô đã ở lại tám tháng. Vào tháng 10 năm 2006, cô được bổ nhiệm làm Đại sứ Du lịch, Điều phối viên Hợp tác, Đầu tư và Thương mại Tự do. Vào tháng 4 năm 2007, Buseo được bổ nhiệm làm đại sứ của Honduras ở Mexico..
Cô hiện đang kết hôn với chính trị gia người Mexico Marcelo Ebrard.

## Khủng hoảng năm 2009
Hai năm sau khi trở thành đại sứ, Bueso phải đối mặt với một cuộc khủng hoảng chính trị tinh vi ở Honduras. Vào ngày 28 tháng 6 năm 2009, Roberto Micheletti đã khởi xướng một cuộc đảo chính chống lại chính quyền của José Manuel Zelaya Rosales, người đã bị trục xuất khỏi Honduras và bị đưa đến San José, thủ đô của Costa Rica. Là một thành viên của chính phủ Zalaya Rosales, Buseo không thể vào đại sứ quán ở Colonia Condesa ở thành phố Mexico, theo lệnh của chính phủ Honduras thực tế. Sau đó, vào ngày 21 tháng 7 năm 2009, Ban Thư ký Ngoại giao Mexico đã công nhận Bueso là đại sứ của Honduras và các quan chức còn lại là nhà ngoại giao duy nhất của Honduras được công nhận ở Mexico. Đổi lại, chính phủ Liên bang, đứng đầu, ủng hộ chính phủ José Manuel Zelaya và, do đó, đại diện của Honduras ở Mexico, gửi cảnh sát đến đại sứ quán để cho phép họ tiếp cận. Bueso cuối cùng cũng sẽ tham gia vào ngày 22 tháng 7 năm 2009. Sự hỗ trợ và an ninh được cung cấp bởi Ebrard là điều cần thiết để Bueso khôi phục các văn phòng của chức vụ ngoại giao.